# Podzimní filatelistický salon
Podzimní filatelistický salon (francouzsky Salon philatélique d'automne) je filatelistický veletrh v Paříži. Od roku 1947 jej každoročně v říjnu nebo listopadu pořádá Francouzská komora prodejců a odborníků ve filatelii (Chambre française des négociants et experts en philatélie).

## Historie
Podzimní salon v roce 1946 inicioval obchodník s poštovními známkami Jean Farcigny, který byl až do roku 1996 generálním komisařem, kdy tuto funkci převzal jeho syn François Farcigny.
Pro zvyšující se návštěvnost byl v roce 1988 veletrh přesunut na výstaviště Espace Champerret, kde zabral rozlohu 3500 m2 (1700 m2 na předchozím místě), v roce 2001 se zvýšila výstavní plocha na 5500 m2 a roku 2007 na 6500 m2.

## Organizace
Ve Francii se během roku konají rovněž jarní filatelistický salón a výroční kongres Francouzské federace filatelistických asociací (Fédération française des associations philatéliques), které se obvykle uskuteční v různých městech. V průběhu podzimního veletrhu se koná i valná hromada komory. Základem salonu je setkání obchodníků a prodejců s poštovními ceninami. Od roku 1951 se uděluje Velká cena filatelistického umění (Grand prix de l'art philatélique) udělovaná nejlepším známkám vydaných ve Francii, DOM-TOM, frankofonních zemích i v pozvaných zahraničních zemích. Cena Créaphil umožňuje veřejnosti ocenit dílo vytvořené jedním z tvůrců známek na zadané téma vztahující se k aktuálnímu dění.
Francouzská pošta podporuje veletrh nabídkou obálek prvního dne a prodejem pamětních známek. Při 50. ročníku vydala pamětní známku, která byla v katalogu známek jako 3000. francouzská známka.